# Pažiť
Pažiť (prononciation slovaque : [ˈpaʒɪc], hongrois : Pázsit [ˈpaːʒit]) est un village de Slovaquie situé dans la région de Trenčín.

## Histoire
La première mention écrite du village date de 1351.

## Géographie
Pažiť se situe dans la vallée de la Nitra, à 4 km à l’est de Partizánske.
|  | Malé Kršteňany |           |
|  | Pažiť          | Oslany    |
|  | Veľké Uherce   | Horná Ves |

## Démographie

### Évolution de la population
| Année:               | 1994. | 2004.    | 2014.   | 2024.    |
| -------------------- | ----- | -------- | ------- | -------- |
| Nombre de personnes: | 339   | 404      | 440     | 502      |
| Différence:          |       | +19,17 % | +8,91 % | +14,09 % |

| Année:               | 2023. | 2024.   |
| -------------------- | ----- | ------- |
| Nombre de personnes: | 505   | 502     |
| Différence:          |       | -0,59 % |